# (21991) Zane
(21991) Zane (1999 XM23) – planetoida z grupy pasa głównego asteroid okrążająca Słońce w ciągu 4,78 lat w średniej odległości 2,83 j.a. Odkryta 6 grudnia 1999 roku.